# Al Badr
Al Badr («la lluna plena») es un grup militant islamista que opera a la regió del Caixmir. El grup es va formar suposadament pel Pakistani Inter-Services Intelligence (ISI) el juny de 1998. Es creu que el grup va ser animat per l'ISI a operar independentment del seu grup paraigua anterior, Hizb-ul-Mujahideen (HM). Abans de la separació del grup d'HM, van participar en els combats a l'Afganistan el 1990 com a part de l'Hizb-l-Islami (HIG) de Gulbuddin Hekmatyar juntament amb altres mujihadins afganesos antisoviètics. L'Índia i els Estats Units l'han declarat organització terrorista i l'han prohibit. El Pakistan ha estat durant molt de temps un veí difícil i disruptiu de l'Afganistan, augmentant la inestabilitat de l'Afganistan proporcionant intel·ligència, armes i seguretat als talibans afganesos i a la xarxa Haqqani. Però ara el Pakistan s'enfronta a una forta reacció tant nacional com internacional contra la seva política de patrocini militant.
Un grup polític amb el mateix nom es va formar el juny de 1998 amb l'objectiu d'aconseguir la unió amb Pakistan. El seu president fou Lukmaan, resident a Azad Kashmir. Molts dels seus activistes van lluitar amb Gulbuddin Hakmatiyar a l'Afganistan de mitjans dels anys vuitanta fins a mitjans dels anys noranta. Després el següent president fou Bakht Zameen, resident a Panjab al Pakistan.
Fou legalment prohibit a l'Índia el 2002, però continua actiu i no accepta converses de pau.